# Anapis caluga
Anapis caluga is een spinnensoort in de taxonomische indeling van de Dwergkogelspinnen (Anapidae).
Het dier behoort tot het geslacht Anapis. De wetenschappelijke naam van de soort werd voor het eerst geldig gepubliceerd in 1978 door Norman I. Platnick & Shadab.